# Веселаго, Георгий Михайлович
Георгий Михайлович Весела́го (29 сентября [11 октября] 1892 — 4 июня 1971, Менло-Парк, Калифорния) — русский морской офицер, деятель мурманского совета в 1918 году.

## Биография
Сын адмирала Михаила Герасимовича Веселаго. Окончил Морской кадетский корпус и 10 апреля 1911 года произведён в корабельные гардемарины. С 1911 года — офицер оперативной части штаба Черноморского флота. Участник Первой мировой войны. Произведён в лейтенанты 1 января 1915 года. В том же 1915 году во время Дарданелльской операции был офицером связи в штабе начальника союзной эскадры. 26 декабря 1916 года Веселаго, будучи лейтенантом 1-го Балтийского флотского экипажа, был награждён Георгиевским оружием. В сентябре 1917 года, будучи старшим лейтенантом и командиром эсминца «Жаркий» на Черноморском флоте, отстранён от должности по требованию революционных матросов.
В октябре 1917 — январе 1918 года начальник оперативной части, исполняющий обязанности начальника штаба Главного начальника Мурманского укрепрайона и Мурманского отряда судов. С февраля 1918 года заведующий делами Мурманской Народной коллегии, с мая — управляющий делами Мурманского Совета. Сыграл ведущую роль в разрыве Мурманского Краевого Совета с Совнаркомом РСФСР в конце июня 1918 года и заключения так называемого «словесного соглашения».
С октября 1918 года находился под белогвардейским следствием как «агент советской власти». С помощью американской миссии 9 февраля 1919 года покинул Мурманск. После этого стал штаб-офицером для поручений при начальнике Управления военных и военнопленных, находящихся во Франции, с августа — военный представитель Верховного правителя Колчака при правительствах и командовании стран Антанты. Преподавал во Владивостокском Александровском мореходном училище дальнего плавания. В январе 1920 года эмигрировал в Мексику, позже перебрался в США, где жил в Филадельфии, работал инженером и управляющим крупной компании. Состоял в Обществе бывших русских морских офицеров в Америке. Умер в городе Менло-Парк, Калифорния.

## Веселаго в русской литературе
Георгий Михайлович Веселаго был прототипом Михаила Герасимовича Басалаго, одного из героев романа Валентина Пикуля «Из тупика».

## Награды
- Георгиевское оружие (1916)
- Орден Святого Станислава III степени
- Орден Святой Анны III степени

## Сочинения
- Рукопись Г. М. Веселаго «Документальная справка из моих мурманских бумаг за 1917 и 1918 годы» (копия) о положении на Мурмане в 1917—1918 гг. Хранится в госархиве Мурманской области[4].
- Бумаги Г. М. Веселаго хранятся в архиве Гуверовского института[5].
- Несколько эпизодов из моей службы на Чёрном море в 1915—1917 // Морские записки. Т. X. № 1/2, 3. — Нью-Йорк, 1963
- Документальная справка из моих мурманских бумаг за 1917—1918 // Гражданская война на Мурмане глазами участников и очевидцев. — Мурманск, 2006.